# Wilhelm Heye
August Wilhelm Heye (né le 31 janvier 1869 à Fulda et mort le 11 mars 1947 à Braunlage) est un officier allemand qui sert lors de la Première Guerre mondiale sur le front de l'Ouest

## Biographie
Heye est le fils du lieutenant-colonel prussien Wilhelm Heye et de son épouse Charlotte, née von Finckh (de). Avant le début de la Grande Guerre, il fut le chef du Service III b.
Wilhelm fut fait Generaloberst lorsqu'il remplaça momentanément Eric Ludendorff à la tête de l'Oberste Heeresleitung (soit le commandement suprême de l'armée allemande). En effet début septembre 1918, le Generalquartiermeister Eric Ludendorff tomba dans une grave dépression. Le ministre de la Guerre de l'époque l'invita à se décharger pour partie de ses attributions ce qu'il fit au profit d'August Wilhelm Heye. Heye mit quelques jours à évaluer la situation et arriva rapidement à la conclusion que l'armée allemande ne pourrait résister plus longtemps aux troupes alliées. Aussi fit-il rapport au ministre de la Guerre pour qu'un armistice intervienne rapidement, ce que sollicita Ludendorff le 29 septembre 1918 lors d'un conseil impérial. Sous la république de Weimar, ministre de la Défense du Reich, il prit la tête du commandement de l'armée. L'un de ses fils était l'amiral Hellmuth Heye qui servit dans la Kriegsmarine pendant la Seconde Guerre mondiale. Il est récipiendaire de la plus haute décoration allemande, « Pour le Mérite ».